# Nick Hennessey
Nick Hennessey ist ein britischer Storyteller, Folksänger und Singer-Songwriter.
Hennessey kam zum Storytelling bei Feldforschungen für seine Dissertation auf dem Gebiet der Kulturgeografie, wo er den Zusammenhängen zwischen Landschaft, Gesellschaft und regionalen Erzählungen nachging. Sein besonderes Interesse galt dabei den kulturellen Traditionen Nordeuropas. Daneben begann er eine professionelle Laufbahn als Singer-Songwriter.
Mit Jonny Dyer und Vicki Swan schrieb er The Whispering Road, eine auf schwedischen Sagen beruhende Performance mit Storytelling und Musik. Im Auftrag der Rosa Productions und des Oxford Story Museum schrieb und realisierte er Performances für Veranstaltungen in Lincoln. Mit Hugh Lupton verfasste er Barbed Wire for Kisses, ein auf zeitgenössischen Briefen und Tagebüchern beruhendes Stück über die Geschichte eines imaginären Dorfes in Lincolnshire zwischen 1914 und 1918.
2000 gewann Hennessey die Weltmeisterschaft in epischem Gesangsvortrag mit seinem Vortrag der Kalevala in Espoo bei Helsinki in englischer Sprache. 2009 präsentierte er bei BBC Radio 4 dann eine Sendung über den Zusammenhang zwischen der Kalevala und der modernen finnischen Identität. Über mehrere Jahre arbeitete er mit der Produktionsgesellschaft Adverse Camber und deren Leiterin Paula Crutchlow zusammen, mit der er die epische und Musikperformance Fire in the North Sky mit der finnischen Improvasationsband Suunta schuf. Mit dem Stück tourte er durch Großbritannien, Norwegen, Litauen und Finnland.
Das Theatre Royal in Plymouth beauftragte ihn 2007, für das Playhouse Festival das Stück The Crossroads nach einer Ballade von Tam Lin zu schreiben. Dieses wurde dann auch in Plymouth, am Theatre Royal in York und am Polka Children’s Theatre in London aufgeführt. Hennessey trat an Veranstaltungsorten wie der Royal Albert Hall ebenso auf wie in dörflichen Gemeindehäusern, nahm an Folk-, Storytelling- und Literaturfestivals in Großbritannien, Estland, Finnland, Schweden, Norwegen, den Niederlanden, Belgien, Dänemark und Kanada teil und veröffentlichte drei Soloalben mit eigener Musik (Of Fire, Wind And Silver Stream , Pebble & Bone und A Rare Hunger). In Zusammenarbeit mit Hugh Lupton und Daniel Morden entstand das Doppelalbum The Sleeping King.

## Weblink
- Website von Nick Hennessey